# Héctor David Gatica
Héctor David Gatica (Villa Nidia, provincia de La Rioja, 27 de noviembre de 1935) es un poeta, antologador, investigador y ensayista argentino.

## Biografía
Nació en Villa Nidia, La Rioja. Tuvo ocho hermanos. Sus padres fueron don Celso Gatica y doña Delia Durán.
Por problemas de visión y por prescripción médica debió abandonar sus estudios siendo niño.
A la edad de 30 años empezó la carrera docente y se recibió de Maestro en 1968, año en el que contrajo matrimonio con Noelia Carrizo, su compañera desde entonces. La joven pareja se instaló en el barrio San Martín una villa de Mendoza. Al año siguiente regresaron a Villa Nidia, donde David se desempeñó como docente.
De acuerdo a Gatica en el prólogo de su libro La Carpeta Vacía:

“Pasé a la ciudad de La Rioja, donde además de la enseñanza primaria –en la Escuela 177 denominada primera ‘de la basurita’ y después ‘de los bomberos’–, estuve un año al frente de una campaña nacional de educación del adulto, CREAR, como coordinador provincial”

Durante su gestión se abrieron alrededor de 300 centros educativos para adultos.
Comenzó a cursar Ciencias de la Educación en la Universidad de La Rioja, carrera que debió abandonar con la instauración de la dictadura 1976. Para entonces, ya se había relacionado con los principales intelectuales de la ciudad de La Rioja, entre ellos, los integrantes del grupo Calíbar.
El restablecimiento de la democracia lo encuentra trabajando junto a Ramón Navarro en la obra discográfica que se constituye en un icono del cancionero provincial: La Cantata Riojana
La vasta trayectoria de Héctor David Gatica incluye numerosas distinciones y premios literarios. Fue director general de cultura de la provincia de La Rioja, miembro del directorio de radio y televisión riojana, asesor cultural ad honorem del municipio capitalino y miembro del primer consejo consultivo para la edición de la colección la ciudad de los naranjos de la biblioteca Mariano Moreno.

## Sus obras
- Memoria de los Llanos (1961)

- Los días insólitos (1986)
- Los días del amor (1988)
- Himnos Farisaicos (1988)
- País desvelado (1988)
- Los fundadores del olvido (1989)
- Mapa de la poesía riojana (1989)
- Diarios de Villa nidia (1990)
- Este canto es América (1993)

- Geografía poética de América (1993)
- Una aventura en tres tiempos (1993)
- Una voz para mi tierra (1997)
- Antología poética riojana (1998)
- Cantata Riojana (2001)

- Integración cultural riojana (2001,2002,2003,2004,)
- Cuentos y relatos de la rioja (2002)
- Breve antología (2004)
- Nuevo mapa de la poesía riojana (2005)
- La carpeta vacía (2006)
- El canto del canario (2007)
- Antología poética (2008)
- El viaje (2009)
- Obras Completas - Tomo 1 y 2 (2010).[3]
- Mis sueños de aquellos días (2014) (2015)
- Este canto es América - Tomo 1 (2016)
- Este canto es América - Tomo 2 (2022)

## Premios y distinciones
- Premio al poema ilustrado (Noa)- Tucumán 1971.

- Beca F.N.A. En letras.1972

- Primer premio Nacional "R.J. Payro" - Buenos Aires.1962

- Gran premio de honor de la fundación Argentina para la poesía. 1994

- Ciudadano ilustre de La Rioja, 1995

- Distinción Homenaje Grandes del Nuevo Cuyo, San Luis, 1995

- Visitante Distinguido de la Ciudad de Tarija - Bolivia. 22/11/2008.
- Donación de sus obras literarias a la Secretaria de Cultura de La Rioja, 2009.[4]

- Visitante Ilustre. Andalgalá, Catamarca. 25/04/2013.

- Mención de Honor por el Poema "Hosanna a la lluvia", Cartagena-España. 28/11/14.